# Debut (album của Björk)
Debut là album phòng thu thứ hai của nữ ca sĩ kiêm sáng tác nhạc người Iceland Björk. Hãng thu âm One Little Indian phát hành album này vào tháng 7 năm 1993 tại Anh Quốc và tại Hoa Kỳ bởi Elektra Records. Björk hợp tác cùng nhà sản xuất Nellee Hooper, người đồng sáng tác 5 bài hát trong Debut. Album chủ yếu bao gồm những bản tình ca, có liên quan đến những chủ đề như người tình Dominic Thrupp, nhà sản xuất Nellee Hooper và tình yêu cuộc sống. Về mặt âm nhạc, các bài hát ở album này có hướng đi khác hẳn những sản phẩm trước đây của cô khi còn trong ban nhạc The Sugarcubes, với các thể loại âm nhạc trải dài từ house, jazz và trip hop.
Hầu hết các bài hát từ Debut đều được sáng tác nhiều năm trước khi đến giai đoạn sản xuất của album. Trong khi cộng tác cùng Graham Massey, Björk cũng muốn làm việc cùng nhiều nhạc sĩ jazz và liên hệ đến Oliver Lake và Corky Hale để thu âm cải biên jazz cho một vài bài hát. Sau khi gặp gỡ nhà sản xuất Nellee Hooper, cả hai hoàn thành việc sản xuất cho album vào năm 1993. Trong lần phát hành ban đầu, Debut bán ra nhiều hơn số lượng mà hãng thu âm ước tính, đạt vị trí thứ 3 tại Anh Quốc và đạt chứng nhận đĩa Vàng tại Canada. Debut còn đạt đến vị trí thứ 61 tại Billboard 200 và vẫn đang là album bán chạy nhất của cô tại Mỹ.
Các nhà phê bình âm nhạc Anh Quốc tán dương Debut, khi đề cao giọng hát của Björk và sự lựa chọn đa dạng các phong cách âm nhạc trong album. Tại Hoa Kỳ, album nhận nhiều phản hồi trái chiều hơn, với một số nhà phê bình phàn nàn về sự thiếu vắng của dòng nhạc rock.
Có 5 đĩa đơn phát hành trích từ Debut: "Human Behaviour", "Venus as a Boy", "Play Dead", "Big Time Sensuality" và "Violently Happy". "Play Dead" được thu âm sau khi phát hành album và xuất bản dưới dạng bài hát bổ sung ở một số khu vực. Tất cả năm đĩa đơn đều xếp hạng tại Anh Quốc, trong khi chỉ "Human Behaviour", "Violently Happy" và "Big Time Sensuality" xuất hiện trên các bảng xếp hạng nhạc dance và rock đương đại Hoa Kỳ. Cho dù tiếp tục được các nhà phê bình khen ngợi, Björk cảm thấy Debut không phải là một trong những album xuất sắc nhất của cô và khẳng định cô sẽ thể hiện âm nhạc tốt hơn ở những sản phẩm sau này.

## Sản xuất
Lúc còn là giọng ca của nhóm nhạc alternative rock người Iceland The Sugarcubes, Björk tìm đến Ásmundur Jónsson từ Bad Taste và nhà sản xuất Derek Birkett của One Little Indian Records cùng một chiếc cassette gồm những bài hát thu thử mà cô thực hiện. Những bản thu thử này bao gồm các phiên bản bài hát xuất hiện trong Debut, bao gồm "The Anchor Song" và "Aeroplane". Sau khi The Sugarcubes tan rã, Björk chuyển đến Luân Đôn, nơi cô và Birkett thực hiện những chi tiết xuất hiện trong Debut. Nhiều bài hát trong album được viết nhiều năm trước khi Björk chuyển đến Luân Đôn, gồm có "Human Behaviour" được cô sáng tác lúc còn ở lứa tuổi thiếu niên. Björk lúc đó bỏ ngỏ các bài hát này, khẳng định "Tôi ở trong ban nhạc punk và [những bài hát đó] không phải là punk." Björk cũng sáng tác một nửa các bài hát cho Debut nhưng chưa thu âm. Vì không có nhà sản xuất nào để cùng hợp tác, cô tiếp tục sáng tác cùng thành viên nhóm 808 State Graham Massey trong căn nhà của bạn mình ở Manchester, nơi cô sáng tác nhiều bài hát xuất hiện trong các album tiếp sau, như "Army of Me" và "The Modern Things".

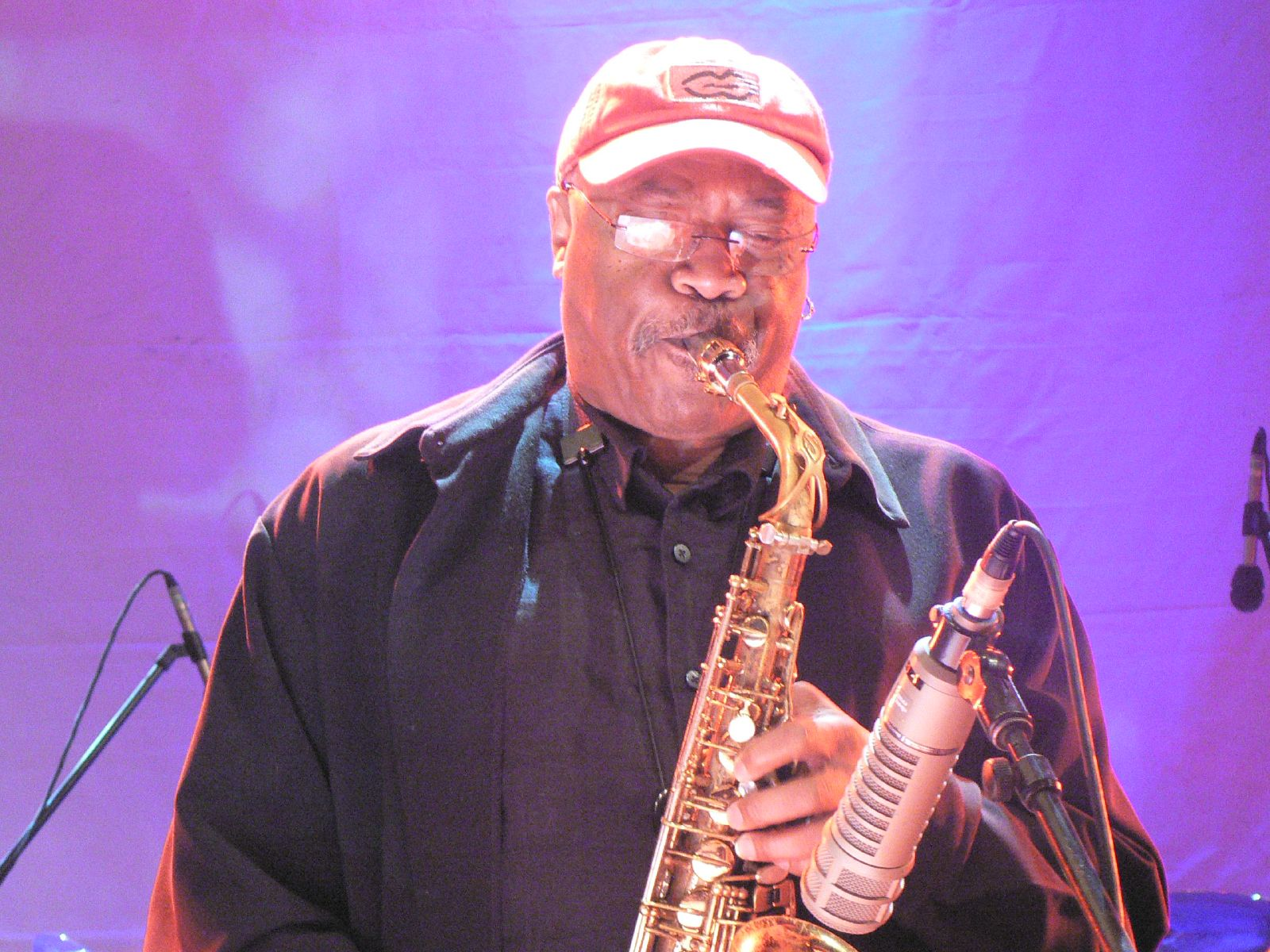
Nhạc công saxophone Oliver Lake (ảnh) có cộng tác trong bài hát "Aeroplane" và "The Anchor Song".

Trong khi sáng tác các bài hát nền điện tử khác cùng Massey, Björk triển khai nguyện vọng hợp tác cùng một nhà sản xuất nhạc jazz. Mong muốn làm việc cùng một nhạc công đàn hạc, nhà sản xuất Paul Fox từng cộng tác với nhóm nhạc Sugarcubes đã giới thiệu cô với nhạc công Corky Hale. Hale ban đầu có ý định nhã nhặn từ chối làm việc cùng Björk, cho đến khi đứa con trai riêng là người hâm mộ nhóm Sugarcubes của Björk nài nỉ Hale chấp nhận công việc này. Björk thu âm một vài bài hát jazz căn bản cùng Hale, bao gồm "I Remember You" và một phiên bản ban đầu của "Like Someone in Love". Fox cũng giới thiệu Björk với Oliver Lake và cả hai thu âm bài hát jazz "Life Is Just a Bowl of Cherries" cùng nhóm jazz Đội văn nghệ Chicago của Lake trong bộ phim Curly Sue của John Hughes. Hughes sau đó hủy bỏ ý tưởng ghi hình bộ phim nhưng lại nhen nhóm ý tưởng thực hiện Debut sản xuất bởi Fox và Đội văn nghệ Chicago cải biên. Björk thuê Lake thực hiện một vài buổi thu âm saxophone tại Luân Đôn cho Debut. Các đóng góp của Lake có thể được nghe thấy trong những bài hát như "Aeroplane" và "The Anchor Song".
Björk có ý định hợp tác cùng nhiều nhà sản xuất trong album nhưng ý tưởng này chưa từng thực hiện. Björk suýt đem album này đến cho nhà sản xuất Paul Fox cho đến khi được bạn trai Dominic Thrupp giới thiệu đến nhà sản xuất Nellee Hooper. Hooper trước đó từng sản xuất các album của Soul II Soul, Sinéad O'Connor và Massive Attack, điều này khiến Björk hoài nghi về việc hợp tác cùng anh, cho rằng "Nellee quá 'già dặn' so với tôi. Cho đến khi tôi gặp anh, biết được anh [và] nghe những ý tưởng tuyệt vời của anh..." Các ý tưởng thu âm giữa Björk và Hooper đều khá tương đồng, khiến Björk quyết định chấm dứt sản xuất cùng Massey và Fox. Hooper giới thiệu Björk đến nhà lập trình kỹ thuật thu âm Marius de Vries, người giúp Debut mang phong cách hiện đại với keyboard và bộ tổng hợp Hooper sản xuất 10 bài hát đầu tiên trong album, trong khi Björk đồng sản xuất "Like Someone in Love" và một mình sản xuất "The Anchor Song". Björk và Hooper bỏ ra nhiều thời gian tại phòng thu để thực hiện Debut cho đến khi album hoàn thành vào đầu năm 1993.

## Phong cách
Âm thanh của Debut thể hiện nhiều thay đổi về phong cách âm nhạc. Michael Cragg của The Guardian mô tả đây là "sự hòa hợp mơ hồ giữa electronic pop, trip-hop, world music và ca từ khác lạ". Một vài bài hát nền điện tử có kết hợp nhạc dance như "Human Behaviour", "Crying", "Big Time Sensuality", "There's More to Life Than This" và "Violently Happy" có âm hưởng của dòng nhạc house. Những bài hát này sử dụng âm thanh nền với phong cách house "four-on-the-floor", nghĩa là đạt đến tất cả các nốt đen. Các bài hát nền điện tử khác có giai điệu mang phong cách trip-hop nhiều hơn cả. Những bài hát không thuộc nhạc dance được mô tả có "quang cảnh tinh tế hơn". Các bài hát như "Venus as a Boy" không mang hơi hướng của house mà sử dụng giai điệu của đàn tăng rung và bộ dây. Các bài hát "The Anchor Song", "One Day" và "Aeroplane" thể hiện những gì mà Björk mô tả là "khía cạnh hàn lâm, khôn ngoan" hơn của cô. "Aeroplane" là một trong những bài hát phức tạp về mặt âm nhạc nhất với phần cải biên độc đáo từ Oliver Lake; phần nền tảng lấy cảm hứng từ âm nhạc exotic. "Come to Me" có bao gồm "phần nền tảng âm nhạc mơ hồ giữa tiếng synth giọt mưa, tiếng trống đệm và tiếng bộ dây tràn ngập".
Ca từ của Debut chủ yếu xoay quanh chủ đề tình yêu, trải dài từ "đam mê xác thịt" với một cá thể khác cho đến tình yêu cuộc sống. "Venus as a Boy" kể về sự nhạy cảm của Dominic Thrupp, người tình đương thời của cô, với ca từ được mô tả "ngọt ngào và mang đôi chút nghịch ngợm." "Aeroplane" cũng mang nội dung về Thrupp, khi anh cư ngụ tại Anh Quốc trong khi Björk vẫn còn ở lại Iceland. "There's More to Life Than This" lấy cảm hứng bởi một bữa tiệc mà Björk đến và mau chóng rời đi. "Big Time Sensuality" có ca từ được gợi tả "giản dị nhưng nồng nàn" về mối quan hệ giữa cô và nhà đồng sản xuất Nellee Hooper. The New York Times mô tả lời của bài hát "Human Behaviour" "là một sự chuyển giao giữa sự vũ bão của loài người và nét thú tính của thiên nhiên."

## Phát hành
Debut phát hành dưới định dạng CD và cassette vào ngày 5 tháng 7 năm 1993 thông qua hãng thu âm One Little Indian Records tại Anh Quốc và Elektra Records tại Hoa Kỳ. Debut được tái bản lại nhiều lần ở nhiều định dạng khác nhau. Vào tháng 11 năm 1993, album này tái bản tại Anh Quốc với bài hát bổ sung "Play Dead", chắp bút cho bộ phim The Young Americans, không lâu sau khi Debut hoàn thành. Album sau đó tái bản lần nữa dưới các định dạng đĩa than và DualDisc. Phiên bản tiếng Nhật của Debut bao gồm hai bài hát bổ sung: "Play Dead" và "Atlantic". Lần phát hành DualDisc với toàn bộ album ở mặt CD cùng định dạng âm thanh tốt hơn và các video âm nhạc của các đĩa đơn xuất hiện ở mặt DVD.
One Little Indian ước lượng Debut đạt tổng doanh số 40.000 bản trên toàn cầu dựa trên phỏng đoán của những người hâm mộ The Sugarcubes lúc bấy giờ. Tuy vậy, chỉ trong chưa đầy 3 tháng phát hành Debut đã đạt vượt ngưỡng 600.000 bản trên toàn cầu. Trong lần phát hành gốc, album vươn đến ngôi đầu bảng Top Heatseekers, vị trí thứ 61 trên Billboard 200 và đến nay vẫn đang là album bán chạy nhất của cô tại Mỹ. Tại Anh Quốc, Debut bắt đầu xếp hạng trong tuần lễ ngày 17 tháng 7 năm 1993, trụ vững trong 69 tuần và đạt đến vị trí thứ 3. Ngày 5 tháng 5 năm 1994, Debut được Hiệp hội Công nghiệp ghi âm Canada chứng nhận đĩa Vàng với 50.000 bản tiêu thụ. Ngày 31 tháng 8 năm 2001, RIAA tiếp tục chứng nhận đĩa Bạch kim cho Debut tại Hoa Kỳ. Album hiện đã bán trên 4.7 triệu bản trên toàn cầu.

### Đĩa đơn
Năm 1993, Björk liên hệ đến đạo diễn người Pháp Michel Gondry để sáng tạo nên video âm nhạc cho "Human Behaviour" sau khi xem một video mà anh thực hiện cho ban nhạc Oui Oui. "Human Behaviour" là đĩa đơn đầu tiên từ Debut và xuất bản một tháng trước khi album phát hành vào tháng 6 năm 1993. 3 đĩa đơn khác cũng phát hành từ Debut vào năm 1993. "Venus as a Boy" là đĩa đơn thứ hai, ra mắt vào tháng 8 cùng video âm nhạc đạo diễn bởi Sophie Muller. "Play Dead" phát hành vào tháng 8 năm 1993 như là đĩa đơn không album, sau đó được chọn phát hành cùng với album này. "Play Dead" có một video âm nhạc đính kèm do Danny Cannon đạo diễn. Đĩa đơn sau cùng phát hành năm 1993 là "Big Time Sensuality" do ban nhạc Fluke phối lại cùng một video âm nhạc của Stéphane Sednaoui. Một đĩa đơn khác, "Violently Happy" ra mắt vào tháng 3 năm 1994 cùng một video do Jean-Baptiste Mondino đạo diễn. Tất cả năm đĩa đơn từ Debut đều xếp hạng trong top 40 UK Singles Chart, trong khi chỉ "Human Behaviour", "Violently Happy" và "Big Time Sensuality" là xuất hiện trong các bảng xếp hạng Billboard Hoa Kỳ.

## Đánh giá chuyên môn
| Đánh giá chuyên môn | Đánh giá chuyên môn |
| Nguồn đánh giá      | Nguồn đánh giá      |
| Nguồn               | Đánh giá            |
| ------------------- | ------------------- |
| AllMusic            | [ 13 ]              |
| Robert Christgau    | [ 37 ]              |
| The Daily Vault     | B+                  |
| The Independent     | (tích cực)          |
| Musician            | (tích cực)          |
| The New York Times  | (tích cực)          |
| NME                 | (9/10)              |
| Q                   | [ 42 ]              |
| Rolling Stone       | [ 43 ]              |
| Spin                | (9/10)              |

Debut nhận được những phản hồi tích cực. Giới phê bình âm nhạc Anh Quốc có những lời tán thưởng đến album, với Q cho album 4/5 sao, gọi đây là "một tập hợp bất ngờ, lý thú" trong khi NME cho rằng Debut là "một album đặt lòng tin vào âm nhạc có thể trở nên nhiệm màu và đặc biệt." The Independent cho Debut một đánh giá tích cực, đề bật việc Björk "tạo hình cho một loạt những cải biên tương phản tuyệt diệu, nơi tính đa dạng của âm nhạc không bao giờ cản trở tầm nhìn của chúng." Tiếp nhận tại Hoa Kỳ có những dấu hiệu trái chiều hơn. Musician đề cao giọng hát trong album, khẳng định "điều khiến giọng ca [của Björk] trở nên đáng nhớ không phải là sự hòa quyện kỳ lạ giữa những tiếng gầm gừ, rên rỉ hay thỏ thẻ mà cô dựa vào, mà ở các xúc cảm những âm thanh này mang lại." The New York Times mô tả Debut là "một album quyến rũ". Trong khi nhà phê bình Mỹ Robert Christgau cho album mức đánh giá trái chiều, Rolling Stone lại cho một đánh giá tiêu cực, khi gọi album "hoàn toàn thất vọng" và cho rằng nhà sản xuất Nellee Hooper đã "phá hủy một tài năng độc nhất mãnh liệt bằng một loạt những âm thanh điện tử rẻ mạt một cách phô trương", đồng thời cho album 2/5 sao. Michele Romero từ Entertainment Weekly cho album điểm C cùng lời nhận xét "Trong một số bài hát, tiếng rên rỉ cùng giọng thở [của Björk] là một điều vui thú tương phản với sự lười biếng máy móc của Sugarcube. Nhưng âm thanh của Debut hầu như rất khó nghe như tiếng lanh canh buồn tẻ của một chiếc hộp nhạc bị hỏng. Cứ lên dây cót nếu bạn muốn -- cuối cùng thì nó vẫn phải dừng lại thôi." Debut đạt thứ hạng cao trong các danh sách tổng kết cuối năm tại Anh Quốc. NME xếp Debut ở vị trí số một trong danh sách "50 LP xuất sắc nhất năm 1993". Melody Maker xếp album ở vị trí thứ 6 trong danh sách "Album năm 1993", gọi đây là "bước mở đầu thú vị". Vào năm 1994, Q tiếp tục liệt album vào danh sách 50 album xuất sắc nhất năm 1993. Björk phản ứng một cách do dự trước những đánh giá tích cực, khẳng định nếu cô "sản xuất một album giống hệt và đến từ Nottingham, tôi có thể nhận được những phản ứng khác hẳn, với những đánh giá thực tế hơn" và Debut "có phần mang tính diễn tập và không thật sự hay đến thế. Tôi có thể làm tốt hơn nhiều."
Tại giải Grammy 1994, video âm nhạc "Human Behavior" của Michel Gondry giành đề cử cho "Video âm nhạc ngắn xuất sắc nhất", nhưng để lỡ vào tay Stephen Johnson cho video "Steam" của Peter Gabriel. Tại giải Brit 1994, Björk giành giải "Nghệ sĩ mới xuất sắc nhất" và "Nghệ sĩ nữ quốc tế xuất sắc nhất". Không lâu sau đó, Björk bị Simon Fisher, một nhạc sĩ hợp tác cùng cô vào năm 1990, đâm đơn kiện khi khẳng định đã đồng sáng tác "Human Behaviour", "Venus as a Boy", "Crying" và "Aeroplane", gây ra thiệt hại 20.000 bảng Anh. Hooper và Björk đến toà án cùng Fisher không lâu sau khi phát hành Post. Thẩm phán Robin Jacob thấy Fisher chỉ muốn đượcghi danh cho 1 bài hát thay vì 4 và xóa bỏ mọi cáo buộc với Hooper và Björk khẳng định chính Fisher là kẻ "không đáng tin, dài dòng và mập mờ".
Các nhận định sau này về album vẫn đa phần là tích cực. Trong mục giới thiệu đĩa thu âm alternative của tờ Spin, album nhận được 9/10 sao và cho rằng việc lựa chọn nhà sản xuất Nellee Hooper là một "nước cờ khôn ngoan" và giọng ca của Björk "truyền cảm hứng sợ hãi". Heather Phares từ AllMusic phong tặng album 5 sao, khẳng định Debut "có thể là sản phẩm kiều diễm nhất của cô ấy, dù tầm nhìn của Björk được mở rộng trong những sản phẩm khác nhưng album này vẫn mới mẻ, ấn tượng hơn nữa khi so sánh với những đổi mới nhanh chóng của dòng nhạc điện tử." Vào năm 1999, Q xếp Debut trong danh sách "90 album xuất sắc nhất thập niên 1990". Năm 2010, album xuất hiện lần nữa trong danh sách "125 album xuất sắc nhất 25 năm qua" của Spin tại vị trí thứ 33. Năm 2011, Slant xếp album ở vị trí thứ 29 trong danh sách album xuất sắc nhất thập niên 1990, khẳng định "Debut đủ lực để kết gắn thành tựu [của Bjork] thành một trong những người trình diễn có suy nghĩ cầu tiến nhất dòng nhạc pop." Vào năm 2005, Björk cho rằng album này không mạnh mẽ như các sản phẩm tiếp sau: "Rất khó để phán xét bản thân nhưng tôi không nghĩ [Debut và Post] là những sản phẩm tốt nhất của tôi. Debut là album lột tả được chất 'nhạc Bjork' nhất. Nhưng tôi nghĩ hình ảnh mà tôi tạo dựng một cách hoàn toàn tình cờ này lại được lưu giữ tốt hơn ở những album sau".

## Danh sách bài hát
| Debut – Phiên bản tiêu chuẩn | Debut – Phiên bản tiêu chuẩn     | Debut – Phiên bản tiêu chuẩn  | Debut – Phiên bản tiêu chuẩn | Debut – Phiên bản tiêu chuẩn |
| STT                          | Nhan đề                          | Sáng tác                      | Sản xuất                     | Thời lượng                   |
| ---------------------------- | -------------------------------- | ----------------------------- | ---------------------------- | ---------------------------- |
| 1.                           | "Human Behaviour"                | Björk Nellee Hooper           | Nellee Hooper                | 4:10                         |
| 2.                           | "Crying"                         | Björk Hooper                  | Hooper                       | 4:52                         |
| 3.                           | "Venus as a Boy"                 | Björk                         | Hooper                       | 4:42                         |
| 4.                           | "There's More to Life Than This" | Björk Hooper                  | Hooper                       | 3:21                         |
| 5.                           | "Like Someone in Love"           | Johnny Burke Jimmy Van Heusen | Björk Hooper                 | 4:33                         |
| 6.                           | "Big Time Sensuality"            | Björk Hooper                  | Hooper                       | 3:57                         |
| 7.                           | "One Day"                        | Björk                         | Hooper                       | 5:24                         |
| 8.                           | "Aeroplane"                      | Björk                         | Hooper                       | 3:54                         |
| 9.                           | "Come to Me"                     | Björk                         | Hooper                       | 4:55                         |
| 10.                          | "Violently Happy"                | Björk Hooper                  | Hooper                       | 4:59                         |
| 11.                          | "The Anchor Song"                | Björk                         | Björk                        | 3:32                         |
| Tổng thời lượng:             | Tổng thời lượng:                 | Tổng thời lượng:              | Tổng thời lượng:             | 48:26                        |

| Debut — Bài hát bổ sung phiên bản Nhật Bản | Debut — Bài hát bổ sung phiên bản Nhật Bản | Debut — Bài hát bổ sung phiên bản Nhật Bản | Debut — Bài hát bổ sung phiên bản Nhật Bản | Debut — Bài hát bổ sung phiên bản Nhật Bản |
| STT                                        | Nhan đề                                    | Sáng tác                                   | Producer(s)                                | Thời lượng                                 |
| ------------------------------------------ | ------------------------------------------ | ------------------------------------------ | ------------------------------------------ | ------------------------------------------ |
| 12.                                        | "Atlantic"                                 | Björk                                      | Björk                                      | 2:00                                       |
| Tổng thời lượng:                           | Tổng thời lượng:                           | Tổng thời lượng:                           | Tổng thời lượng:                           | 50:28                                      |

| Debut – Tái bản  | Debut – Tái bản  | Debut – Tái bản               | Debut – Tái bản                     | Debut – Tái bản |
| STT              | Nhan đề          | Sáng tác                      | Sản xuất                            | Thời lượng      |
| ---------------- | ---------------- | ----------------------------- | ----------------------------------- | --------------- |
| 12.              | "Play Dead"      | Björk David Arnold Jah Wobble | Arnold Danny Cannon Tim Simenon [a] | 3:58            |
| Tổng thời lượng: | Tổng thời lượng: | Tổng thời lượng:              | Tổng thời lượng:                    | 52:22           |

| Debut — Bài hát bổ sung tái bản Nhật Bản | Debut — Bài hát bổ sung tái bản Nhật Bản | Debut — Bài hát bổ sung tái bản Nhật Bản | Debut — Bài hát bổ sung tái bản Nhật Bản | Debut — Bài hát bổ sung tái bản Nhật Bản |
| STT                                      | Nhan đề                                  | Sáng tác                                 | Sản xuất                                 | Thời lượng                               |
| ---------------------------------------- | ---------------------------------------- | ---------------------------------------- | ---------------------------------------- | ---------------------------------------- |
| 12.                                      | "Atlantic"                               | Björk                                    | Björk                                    | 2:00                                     |
| 13.                                      | "Play Dead"                              | Björk Arnold Wobble                      | Arnold Cannon Simenon [a]                | 3:58                                     |
| Tổng thời lượng:                         | Tổng thời lượng:                         | Tổng thời lượng:                         | Tổng thời lượng:                         | 54:24                                    |

Ghi chú
- ^a  biểu thị nhà sản xuất

## Những người thực hiện
| Âm nhạc - Björk – cải biên, lập trình viên, bassline, keyboards, lập trình kèn đồng - Garry Hughes – keyboards, Hammond organ, lập trình viên - Oliver Lake – cải biên, lưỡi gà - Corky Hale – đàn hạc - Gary Barnacle – kèn đồng - Marius de Vries – keyboards, lập trình - Nellee Hooper – bộ gõ, trống - Luís Jardim – bass, bộ gõ, trống - Talvin Singh – chỉ huy, tabla - Bruce Smith – bộ gõ, trống - Martin Virgo – keyboards, lập trình - Paul Waller – keyboards, lập trình - Jon Mallison – guitar - Mike Mower – kèn đồng - Jhelisa Anderson – giọng nền | Sản xuất - Björk – sản xuất - Paul Corkett – kỹ sư - Nellee Hooper – sản xuất, kỹ sư - Howie B – kỹ sư - Hugo Nicolson – kỹ sư - Brian Pugsley – kỹ sư - Al Stone – kỹ sư - Mark Warner – trợ lý kỹ sư - Paul Wertheimer – kỹ sư - Goetz Botzenhardt – trợ lý kỹ sư - Jim Abbiss – kỹ sư - Dave Burnham – kỹ sư - Jean-Baptiste Mondino – nhiếp ảnh gia - Pete Lewis – trợ lý kỹ sư - Jon Mallison – trợ lý kỹ sư - Mike Marsh – chủ biên - Tim Dickenson – trợ lý kỹ sư - Andy Bradford – trợ lý kỹ sư - Oggy – trợ lý kỹ sư - H. Shalleh – kỹ sư |

## Xếp hạng và chứng nhận doanh số
| Bảng xếp hạng (1993)           | Thứ hạng cao nhất |
| ------------------------------ | ----------------- |
| Australian ARIA Albums Chart   | 10                |
| New Zealand RIANZ Albums Chart | 5                 |
| UK Albums Chart                | 3                 |
| US Top Heatseekers             | 1                 |
| US Billboard 200               | 61                |

| Quốc gia                                                                           | Chứng nhận  | Số đơn vị/doanh số chứng nhận |
| ---------------------------------------------------------------------------------- | ----------- | ----------------------------- |
| Canada (Music Canada)                                                              | Vàng        | 50.000^                       |
| Thụy Điển (GLF)                                                                    | Vàng        | 0^                            |
| Thụy Sĩ (IFPI)                                                                     | Vàng        | 25.000^                       |
| Anh Quốc (BPI)                                                                     | 2× Bạch kim | 600.000^                      |
| Hoa Kỳ (RIAA)                                                                      | Bạch kim    | 1.000.000^                    |
| * Chứng nhận dựa theo doanh số tiêu thụ. ^ Chứng nhận dựa theo doanh số nhập hàng. |             |                               |